# Танька і Володька
«Танька і Володька» — комедійний ситком-телесеріал, у якому головні ролі виконують гумористи Тетяна Песик і Тарас Стадницький.
Від початку сюжет, що був реалізований ще в КВК, був ідеєю самої Тетяни Песик. Та образ закоханої тернопільської парочки поступово почав обростати новими історіями і перетворився вже у гумористичні скетчі. Телесеріал є частиною проєкту «Країна У» студії «Квартал 95».
Прем'єра першого сезону серіалу відбулася 22 серпня 2016 року.

## Сюжет
Танька і Володька — інтелігентка з Тернополя та простий сільський хлопець. Вони перша пара на селі, живуть разом та будують свій побут. Танька кожного разу береться за справу із запалом, якому можна тільки позаздрити. А Володька постійно бореться з власною лінню, щоб кохана жила як принцеса у його рідному селі. Життя пари сповнене пригод та дивних ситуацій, а їх різне сприйняття життя є джерелом комічних ситуацій.

## У ролях
- Володька — Тарас Стадницький
- Танька — Тетяна Песик
- Міхалич — Анатолій Чулков
- Марійка — Анастасія Оруджова
- Даринка — Марія Крушинська
- Славік — Кирило Ганін